# Berg (Ehingen)
Berg ist ein Teilort der Großen Kreisstadt Ehingen (Donau) im Alb-Donau-Kreis in Baden-Württemberg.

## Geographie
Berg liegt an der Donau. In unmittelbarer Nähe überquert die Bundesstraße 465 auf einer Donaubrücke den Fluss.

## Geschichte
Um die Jahre 1110/1120 werden die für den Ort Berg namensgebenden Grafen von Berg, die zu den angesehensten und mächtigsten Grafengeschlechtern Schwabens zählten, nachgewiesen. Diese teilten sich später in die beiden Linien Berg-Schelklingen und die Markgrafen von Burgau aus dem Hause der Grafen von Berg. Ihre Burg stand auf der Anhöhe hinter der Kirche und sollte wohl den Übergang über die Donau schützen.
Der Burgweiler entwickelte sich im Verlauf des Mittelalters zu einem Dorf. Im Jahr 1343 kam der Ort mit den Herrschaften Berg, Ehingen und Schelklingen an Österreich. Im Verlauf seiner weiteren Geschichte wurde Berg mehrfach verpfändet – etwa im Jahr 1681 an die Grafen Schenk von Castell. Sie erhielten die Herrschaft Berg im Jahr 1732 zu Lehen. Bis zum Jahr 1805 war der Ort in der Schwäbischen Ritterschaft inkorporiert.
Zwar wird der heutige Ehinger Teilort bereits 1275 als Pfarrei bezeichnet, doch er war später nach Kirchbierlingen eingepfarrt. Die Kapelle ist dem Heiligen Ulrich von Augsburg geweiht. Sie stammt im Wesentlichen aus dem 18. Jahrhundert. Eine von mehreren Vorgängerbauten soll im Jahr 1052 von Papst Leo IX. geweiht worden sein. Der zu Berg gehörende Wohnplatz Ernsthof wird um das Jahr 1290 erstmals als Ernshoven erwähnt.
Der Ort wurde am 1. Mai 1972 nach Ehingen eingemeindet und bildet einen von 17 Stadtteilen.

## Politik

### Ortschaftsrat
Dem Ortschaftsrat gehören nach der Kommunalwahl vom 9. Juni 2024 mit dem Ortsvorsteher als Vorsitzenden acht Mitglieder an.
| Partei                   | Stimmen | Sitze |
| Liste Ortschaftsrat Berg | 99,17 % | 8     |

Ortsvorsteher ist Philipp Lämmle (Stand: 2024).